# Violett-Schwingel
Der Violett-Schwingel (Festuca violacea) ist eine als Pflanzenaggregat aufzufassende Art aus der Gattung Schwingel (Festuca) innerhalb der Familie der Süßgräser (Poaceae).

## Beschreibung

### Vegetative Merkmale
Der Violett-Schwingel ist eine ausdauernde, krautige Pflanze, die Wuchshöhen von 15 bis 50 Zentimetern erreicht. Der Violett-Schwingel bildet Horste.
Die Laubblätter sind am Blütenstängel flach oder offen rinnig, 1 bis 3 Millimeter breit, mit bis 0,5 Millimeter langem, gestutztem Blatthäutchen. Die Laubblätter am Grund der Blütenhalme und an den sterilen Trieben sind borstenförmig eingerollt, 0,3 bis 0,6 Millimeter dick, im Querschnitt fünfeckig, glänzend gras-grün.

### Generative Merkmale
Die Blütezeit reicht Juni bis August. Der rispige Blütenstand ist 3 bis 15 Zentimeter lang, aufrecht oder nickend, schlank und locker. Seine Äste sind rau und gebogen. Das Ährchen ist 7 bis 10 Millimeter lang, meist violett überlaufen und glänzend. Die untere Hüllspelze ist einnervig, 2,2 bis 3,4 Millimeter lang; die obere ist dreinervig und 3,6 bis 5,3 Millimeter lang. Die Deckspelze ist fünfnervig, 4,3 bis 4,7 Millimeter lang und endet in einer 1 bis 5 Millimeter langen Granne. Die Vorspelze ist zweinervig und so lang wie die Deckspelze. Die Staubbeutel sind 2,3 bis 2,8 Millimeter lang. Der Fruchtknoten ist im oberen Teil behaart.
Die Chromosomenzahl beträgt 2n = 14.

## Vorkommen
Das Verbreitungsgebiet des Violett-Schwingels sind die Alpen, der Apennin sowie die Balkanhalbinsel bis Bulgarien. Die Art kommt vor in den Ländern Frankreich, Schweiz, Italien, Kroatien, Serbien, Bosnien-Herzegowina, Montenegro, Kosovo, Nordmazedonien, Albanien und Griechenland.
Die Art ist eine sub- bis hochalpin verbreitete Charakterart schneereicher Lagen. Nach Horvat (1954) findet sie sich als Charakterart in Kaltluftseen der NW-Dinariden (Risnjak sowie im Velebit). In Deutschland ist sie auf die Nördlichen Kalkalpen in Bayern beschränkt und hier nur in den Allgäuer Alpen sowie im Wettersteingebirge beheimatet.
Weiderasen des Dunkelvioletten Schwingels – Festuca melanopsis (Festuca violacea subsp. puccinellii sensu Ingeborg Markgraf-Dannenberg) werden in die Gesellschaftsassoziation Trifolio thalii-Festucetum melanopsis (Rübel 1912) Br.-Bl. in Br.-Bl. & Jenny 1926 nom. mut. prop. (Trifolio thalii-Festucetum violaceae Braun-Blanquet in Braun-Blanquet & Jenny 1926) des Verbands Poion alpinae gestellt.

## Nutzung
Der Violett-Schwingel stellt eine bedeutende Weide für die Herdentierhaltung dar.

## Systematik
Die Erstbeschreibung von Festuca violacea erfolgte 1808 durch Nicolas Charles Seringe in Jean Gaudin: Alpina. Eine Schrift der genauern Kenntniss der Alpen gewiedmet. 3, Seite 57.
Das Taxon Festuca violacea ist komplex und bildet eine Artengruppe, die je nach Region in verschiedene Taxa zerfällt. Auf der Balkanhalbinsel sind dies:
- Festuca nitida subsp. macranthera (Hack.) Foggi & Signorini
- Festuca picturata Pils
- Festuca violacea Ser. ex Gaudin subsp. violacea sowie die nahverwandten
- Festuca korabensis (Jav. ex Markgr.-Dann.) Markgr.-Dann.
- Festuca peristerea (Vett.) Markgr.-Dann.[7]

Für die Deutschen Alpen fallen in die Artengruppe des Festuca violacea aggr:
- Festuca melanopsis Foggi, Gr.Rossi & Signorini (Syn.: Festuca violacea subsp. puccinellii sensu Ingeborg Markgraf-Dannenberg) und
- Festuca norica (Hack.) K.Richt. für die angrenzenden Salzburger Alpen.

In den Alpen sowie im Apennin werden sieben Taxa davon mehrere Unterarten zur Artengruppe des Violett-Schwingels gezählt:
- Festuca violacea Gaudin subsp. violacea
- Festuca violacea subsp. handelii Markgr.-Dann.: Sie kommt in Griechenland vor.[3]
- Festuca violacea subsp. italica Foggi, Graz. Rossi & Signorini: Sie kommt in Italien und auf der Balkan-Halbinsel vor.[3]
- Festuca violacea subsp. puccinellii (Parl.) Foggi, Graz. Rossi & Signorini: Sie kommt in Italien vor.[3]

Außerdem gehören zu dieser Artengruppe vier weitere Arten, die alle in den Ostalpen vorkommen:
- Festuca melanopsis Foggi, Graz. Rossi & Signorini
- Festuca norica (Hack.) K.Richt.
- Festuca picturata Pils
- Festuca nitida Schultes[8]